# Dialeurodes maxima
Dialeurodes maxima là một loài côn trùng cánh nửa trong họ Aleyrodidae, phân họ Aleyrodinae.
Dialeurodes maxima được Quaintance & Baker miêu tả khoa học đầu tiên năm 1917.